# TV비평 시청자데스크
《TV비평 시청자데스크》는 KBS 1TV에서 매주 일요일 오전 10시 10분에 방송 중인 TV 비평 옴부즈맨 프로그램이다.

## 기획 의도
KBS 프로그램에 관한 다양한 시청자 의견의 지평으로 전달하는 TV비평 옴부즈맨 프로그램이다.

## 방송 시간
| 방송 채널 | 방송 기간                           | 방송 시간                              |
| --------- | ----------------------------------- | -------------------------------------- |
| KBS 1TV   | 2003년 6월 28일 ~ 2003년 9월 20일   | 매주 토요일 오전 11시 ~ 12시           |
| KBS 1TV   | 2003년 10월 4일 ~ 2004년 3월 20일   | 매주 토요일 오전 11시 ~ 12시           |
| KBS 1TV   | 2004년 4월 10일 ~ 2004년 7월 10일   | 매주 토요일 오전 11시 ~ 12시           |
| KBS 1TV   | 2004년 7월 24일 ~ 2004년 10월 9일   | 매주 토요일 오전 11시 ~ 12시           |
| KBS 1TV   | 2004년 10월 16일 ~ 2004년 12월 25일 | 매주 토요일 오전 11시 ~ 12시           |
| KBS 1TV   | 2005년 1월 8일 ~ 2005년 9월 10일    | 매주 토요일 오전 11시 ~ 12시           |
| KBS 1TV   | 2005년 9월 24일                     | 매주 토요일 오전 11시 ~ 12시           |
| KBS 1TV   | 2005년 10월 8일 ~ 2005년 11월 12일  | 매주 토요일 오전 11시 ~ 12시           |
| KBS 1TV   | 2005년 11월 26일 ~ 2006년 1월 21일  | 매주 토요일 오전 11시 ~ 12시           |
| KBS 1TV   | 2006년 2월 4일 ~ 2006년 3월 18일    | 매주 토요일 오전 11시 ~ 12시           |
| KBS 1TV   | 2006년 4월 8일                      | 매주 토요일 오전 11시 ~ 12시           |
| KBS 1TV   | 2006년 4월 22일 ~ 2009년 3월 21일   | 매주 토요일 오전 11시 ~ 12시           |
| KBS 1TV   | 2009년 4월 4일 ~ 2009년 4월 18일    | 매주 토요일 오전 11시 ~ 12시           |
| KBS 1TV   | 2010년 1월 2일 ~ 2010년 3월 20일    | 매주 토요일 오전 11시 ~ 12시           |
| KBS 1TV   | 2010년 4월 3일 ~ 2010년 4월 17일    | 매주 토요일 오전 11시 ~ 12시           |
| KBS 1TV   | 2010년 5월 1일 ~ 2010년 7월 10일    | 매주 토요일 오전 11시 ~ 12시           |
| KBS 1TV   | 2010년 7월 24일 ~ 2010년 10월 2일   | 매주 토요일 오전 11시 ~ 12시           |
| KBS 1TV   | 2010년 10월 16일 ~ 2010년 11월 13일 | 매주 토요일 오전 11시 ~ 12시           |
| KBS 1TV   | 2010년 12월 4일 ~ 2010년 12월 25일  | 매주 토요일 오전 11시 ~ 12시           |
| KBS 1TV   | 2011년 1월 8일 ~ 2011년 3월 19일    | 매주 토요일 오전 11시 ~ 12시           |
| KBS 1TV   | 2011년 4월 2일 ~ 2011년 6월 18일    | 매주 토요일 오전 11시 ~ 12시           |
| KBS 1TV   | 2011년 7월 2일 ~ 2011년 8월 20일    | 매주 토요일 오전 11시 ~ 12시           |
| KBS 1TV   | 2011년 9월 3일 ~ 2011년 9월 24일    | 매주 토요일 오전 11시 ~ 12시           |
| KBS 1TV   | 2011년 10월 8일 ~ 2011년 12월 24일  | 매주 토요일 오전 11시 ~ 12시           |
| KBS 1TV   | 2009년 4월 24일 ~ 2009년 7월 10일   | 매주 금요일 오전 10시 55분 ~ 11시 55분 |
| KBS 1TV   | 2009년 7월 24일 ~ 2009년 9월 25일   | 매주 금요일 오전 10시 55분 ~ 11시 55분 |
| KBS 1TV   | 2009년 10월 15일 ~ 2009년 11월 6일  | 매주 금요일 오전 10시 55분 ~ 11시 55분 |
| KBS 1TV   | 2009년 11월 20일 ~ 2009년 12월 25일 | 매주 금요일 오전 10시 55분 ~ 11시 55분 |
| KBS 1TV   | 2009년 10월 1일                     | 금요일 오전 11시 ~ 12시                |
| KBS 1TV   | 2020년 8월 28일                     | 금요일 오전 11시 ~ 12시                |
| KBS 1TV   | 2009년 10월 8일                     | 금요일 오전 10시 50분 ~ 11시 50분      |
| KBS 1TV   | 2011년 10월 15일 ~ 2011년 12월 24일 | 매주 토요일 낮 1시 ~ 2시               |
| KBS 1TV   | 2012년 1월 1일 ~ 2012년 9월 22일    | 매주 토요일 낮 1시 ~ 2시               |
| KBS 1TV   | 2012년 10월 6일 ~ 2012년 12월 22일  | 매주 토요일 낮 1시 ~ 2시               |
| KBS 1TV   | 2013년 1월 5일 ~ 2013년 9월 28일    | 매주 토요일 낮 1시 ~ 2시               |
| KBS 1TV   | 2013년 10월 12일 ~ 2013년 10월 19일 | 매주 토요일 낮 1시 ~ 2시               |
| KBS 1TV   | 2013년 11월 2일 ~ 2013년 12월 14일  | 매주 토요일 낮 1시 ~ 2시               |
| KBS 1TV   | 2014년 1월 5일 ~ 2014년 4월 12일    | 매주 토요일 낮 1시 ~ 2시               |
| KBS 1TV   | 2014년 4월 26일 ~ 2014년 8월 8일    | 매주 토요일 낮 1시 ~ 2시               |
| KBS 1TV   | 2014년 8월 23일 ~ 2014년 9월 20일   | 매주 토요일 낮 1시 ~ 2시               |
| KBS 1TV   | 2014년 10월 11일 ~ 2015년 2월 14일  | 매주 토요일 낮 1시 ~ 2시               |
| KBS 1TV   | 2015년 2월 28일 ~ 2015년 8월 7일    | 매주 토요일 낮 1시 ~ 2시               |
| KBS 1TV   | 2016년 9월 10일                     | 매주 토요일 낮 1시 ~ 2시               |
| KBS 1TV   | 2016년 9월 13일                     | 화요일 오후 2시 ~ 3시                  |
| KBS 1TV   | 2003년 9월 27일                     | 토요일 오전 11시 5분 ~ 12시 5분        |
| KBS 1TV   | 2004년 3월 27일                     | 토요일 낮 12시 45분 ~ 1시 45분         |
| KBS 1TV   | 2004년 4월 3일                      | 토요일 오전 11시 30분 ~ 12시 30분      |
| KBS 1TV   | 2004년 10월 9일                     | 토요일 오전 11시 30분 ~ 12시 30분      |
| KBS 1TV   | 2004년 7월 17일                     | 토요일 오전 11시 20분 ~ 12시 20분      |
| KBS 1TV   | 2005년 1월 1일                      | 토요일 낮 12시 10분 ~ 1시 10분         |
| KBS 1TV   | 2006년 3월 25일                     | 토요일 낮 12시 10분 ~ 1시 10분         |
| KBS 1TV   | 2006년 4월 15일                     | 토요일 낮 12시 10분 ~ 1시 10분         |
| KBS 1TV   | 2009년 3월 28일                     | 토요일 낮 12시 10분 ~ 1시 10분         |
| KBS 1TV   | 2010년 3월 27일                     | 토요일 낮 12시 10분 ~ 1시 10분         |
| KBS 1TV   | 2012년 9월 29일                     | 토요일 낮 12시 10분 ~ 1시 10분         |
| KBS 1TV   | 2005년 9월 17일                     | 토요일 오전 10시 30분 ~ 11시 30분      |
| KBS 1TV   | 2005년 10월 1일                     | 토요일 낮 12시 30분 ~ 1시 30분         |
| KBS 1TV   | 2005년 11월 19일                    | 토요일 오전 11시 10분 ~ 12시 10분      |
| KBS 1TV   | 2005년 12월 3일                     | 토요일 낮 12시 15분 ~ 1시 15분         |
| KBS 1TV   | 2006년 1월 28일                     | 토요일 오전 10시 35분 ~ 11시 35분      |
| KBS 1TV   | 2006년 4월 1일                      | 토요일 낮 12시 50분 ~ 1시 50분         |
| KBS 1TV   | 2013년 10월 5일                     | 토요일 낮 1시 50분 ~ 2시 50분          |
| KBS 1TV   | 2013년 10월 26일                    | 토요일 낮 1시 30분 ~ 2시 30분          |
| KBS 1TV   | 2009년 7월 17일                     | 매주 금요일 낮 1시 ~ 2시               |
| KBS 1TV   | 2009년 11월 13일                    | 매주 금요일 낮 1시 ~ 2시               |
| KBS 1TV   | 2015년 8월 21일 ~ 2015년 10월 2일   | 매주 금요일 낮 1시 ~ 2시               |
| KBS 1TV   | 2015년 10월 16일 ~ 2015년 12월 4일  | 매주 금요일 낮 1시 ~ 2시               |
| KBS 1TV   | 2015년 12월 18일 ~ 2015년 12월 25일 | 매주 금요일 낮 1시 ~ 2시               |
| KBS 1TV   | 2016년 1월 8일 ~ 2016년 2월 12일    | 매주 금요일 낮 1시 ~ 2시               |
| KBS 1TV   | 2016년 2월 26일 ~ 2016년 9월 2일    | 매주 금요일 낮 1시 ~ 2시               |
| KBS 1TV   | 2016년 9월 23일 ~ 2016년 12월 2일   | 매주 금요일 낮 1시 ~ 2시               |
| KBS 1TV   | 2016년 12월 16일 ~ 2017년 1월 20일  | 매주 금요일 낮 1시 ~ 2시               |
| KBS 1TV   | 2017년 2월 3일 ~ 2017년 2월 10일    | 매주 금요일 낮 1시 ~ 2시               |
| KBS 1TV   | 2017년 10월 13일                    | 매주 금요일 낮 1시 ~ 2시               |
| KBS 1TV   | 2017년 12월 22일                    | 매주 금요일 낮 1시 ~ 2시               |
| KBS 1TV   | 2017년 6월 2일                      | 매주 금요일 낮 1시 ~ 2시               |
| KBS 1TV   | 2018년 4월 13일 ~ 2018년 4월 20일   | 매주 금요일 낮 1시 ~ 2시               |
| KBS 1TV   | 2018년 5월 4일 ~ 2018년 8월 17일    | 매주 금요일 낮 1시 ~ 2시               |
| KBS 1TV   | 2018년 9월 7일 ~ 2018년 10월 26일   | 매주 금요일 낮 1시 ~ 2시               |
| KBS 1TV   | 2018년 11월 9일 ~ 2019년 2월 22일   | 매주 금요일 낮 1시 ~ 2시               |
| KBS 1TV   | 2019년 3월 8일 ~ 2019년 3월 29일    | 매주 금요일 낮 1시 ~ 2시               |
| KBS 1TV   | 2019년 4월 12일 ~ 2019년 6월 28일   | 매주 금요일 낮 1시 ~ 2시               |
| KBS 1TV   | 2019년 7월 12일 ~ 2019년 8월 30일   | 매주 금요일 낮 1시 ~ 2시               |
| KBS 1TV   | 2019년 10월 4일 ~ 2020년 1월 17일   | 매주 금요일 낮 1시 ~ 2시               |
| KBS 1TV   | 2020년 1월 31일 ~ 2020년 8월 21일   | 매주 금요일 낮 1시 ~ 2시               |
| KBS 1TV   | 2020년 9월 4일 ~ 2020년 10월 30일   | 매주 금요일 낮 1시 ~ 2시               |
| KBS 1TV   | 2013년 12월 21일                    | 토요일 낮 1시 10분 ~ 2시 10분          |
| KBS 1TV   | 2014년 8월 16일                     | 토요일 낮 1시 10분 ~ 2시 10분          |
| KBS 1TV   | 2015년 2월 21일                     | 토요일 낮 1시 10분 ~ 2시 10분          |
| KBS 1TV   | 2014년 9월 28일                     | 토요일 오후 2시 20분 ~ 3시 20분        |
| KBS 1TV   | 2014년 10월 4일                     | 토요일 낮 1시 20분 ~ 2시 20분          |
| KBS 1TV   | 2015년 8월 14일                     | 금요일 낮 1시 10분 ~ 2시 10분          |
| KBS 1TV   | 2020년 1월 24일                     | 금요일 낮 1시 10분 ~ 2시 10분          |
| KBS 1TV   | 2015년 10월 9일                     | 금요일 낮 12시 25분 ~ 1시 25분         |
| KBS 1TV   | 2017년 8월 25일                     | 금요일 낮 12시 50분 ~ 1시 50분         |
| KBS 1TV   | 2018년 11월 2일                     | 금요일 낮 12시 50분 ~ 1시 50분         |
| KBS 1TV   | 2019년 7월 5일                      | 금요일 낮 12시 50분 ~ 1시 50분         |
| KBS 1TV   | 2019년 9월 20일                     | 금요일 낮 12시 55분 ~ 1시 55분         |
| KBS 1TV   | 2017년 10월 6일                     | 금요일 오후 2시 10분 ~ 3시 10분        |
| KBS 1TV   | 2014년 4월 20일                     | 일요일 오후 2시 ~ 3시                  |
| KBS 1TV   | 2015년 12월 31일                    | 목요일 낮 1시 ~ 2시                    |
| KBS 1TV   | 2017년 1월 26일                     | 목요일 낮 1시 ~ 2시                    |
| KBS 1TV   | 2017년 2월 17일 ~ 2017년 3월 3일    | 매주 금요일 낮 1시 20분 ~ 2시 20분     |
| KBS 1TV   | 2017년 3월 17일 ~ 2017년 4월 28일   | 매주 금요일 낮 1시 20분 ~ 2시 20분     |
| KBS 1TV   | 2017년 5월 12일 ~ 2017년 5월 26일   | 매주 금요일 낮 1시 20분 ~ 2시 20분     |
| KBS 1TV   | 2017년 6월 9일                      | 매주 금요일 낮 1시 20분 ~ 2시 20분     |
| KBS 1TV   | 2017년 6월 23일 ~ 2017년 8월 18일   | 매주 금요일 낮 1시 20분 ~ 2시 20분     |
| KBS 1TV   | 2017년 6월 16일                     | 금요일 낮 1시 55분 ~ 2시 55분          |
| KBS 1TV   | 2017년 10월 6일                     | 금요일 오후 2시 10분 ~ 3시 10분        |
| KBS 1TV   | 2016년 2월 19일                     | 금요일 오후 2시 20분 ~ 3시 20분        |
| KBS 1TV   | 2016년 12월 8일                     | 목요일 오후 2시 ~ 3시                  |
| KBS 1TV   | 2019년 9월 27일                     | 금요일 낮 1시 ~ 2시 5분                |
| KBS 1TV   | 2017년 3월 9일                      | 목요일 낮 1시 55분 ~ 2시 55분          |
| KBS 1TV   | 2017년 5월 4일                      | 목요일 낮 1시 55분 ~ 2시 55분          |
| KBS 1TV   | 2018년 4월 26일                     | 목요일 오후 3시 ~ 4시                  |
| KBS 1TV   | 2018년 8월 24일                     | 금요일 오후 2시 30분 ~ 3시 30분        |
| KBS 1TV   | 2015년 12월 11일                    | 금요일 오후 2시 ~ 3시                  |
| KBS 1TV   | 2018년 8월 31일                     | 금요일 오후 2시 ~ 3시                  |
| KBS 1TV   | 2019년 3월 1일                      | 금요일 오후 3시 ~ 4시                  |
| KBS 1TV   | 2010년 4월 24일                     | 토요일 오후 2시 ~ 3시                  |
| KBS 1TV   | 2011년 6월 25일                     | 토요일 오후 2시 ~ 3시                  |
| KBS 1TV   | 2011년 8월 27일                     | 토요일 오후 2시 ~ 3시                  |
| KBS 1TV   | 2011년 10월 1일                     | 토요일 오후 2시 ~ 3시                  |
| KBS 1TV   | 2011년 12월 31일                    | 토요일 오후 2시 ~ 3시                  |
| KBS 1TV   | 2012년 12월 30일                    | 토요일 오후 2시 ~ 3시                  |
| KBS 1TV   | 2013년 12월 28일                    | 토요일 오후 2시 ~ 3시                  |
| KBS 1TV   | 2019년 4월 6일                      | 토요일 오후 2시 ~ 3시                  |
| KBS 1TV   | 2010년 7월 17일                     | 토요일 낮 12시 ~ 1시                   |
| KBS 1TV   | 2010년 10월 9일                     | 토요일 낮 12시 ~ 1시                   |
| KBS 1TV   | 2010년 11월 20일 ~ 2010년 11월 27일 | 토요일 낮 12시 ~ 1시                   |
| KBS 1TV   | 2011년 3월 26일                     | 토요일 낮 12시 ~ 1시                   |
| KBS 1TV   | 2017년 11월 17일                    | 금요일 낮 1시 30분 ~ 2시 30분          |
| KBS 1TV   | 2019년 9월 6일                      | 금요일 낮 1시 30분 ~ 2시 30분          |
| KBS 1TV   | 2019년 9월 13일                     | 금요일 낮 1시 40분 ~ 2시 40분          |
| KBS 1TV   | 2020년 11월 8일 ~ 2022년 4월 17일   | 매주 일요일 아침 9시 10분 ~ 10시 10분  |
| KBS 1TV   | 2011년 1월 1일                      | 토요일 낮 12시 10분 ~ 1시 20분         |
| KBS 1TV   | 2022년 4월 24일 ~ 2023년 6월 4일    | 매주 일요일 오전 10시 ~ 11시           |
| KBS 1TV   | 2023년 6월 11일 ~ 2024년 8월 25일   | 매주 일요일 오전 11시 ~ 12시           |
| KBS 1TV   | 2024년 9월 1일 ~ 현재               | 매주 일요일 오전 10시 10분 ~ 11시 10분 |

## MC

### 진행자
| 대수 | 진행자 | 진행자 | 진행 기간                          |
| 대수 | 남성   | 여성   | 진행 기간                          |
| ---- | ------ | ------ | ---------------------------------- |
| 1대  | 현대원 | 공정민 | 2003년 6월 28일 ~ 2003년 9월 20일  |
| 2대  | 현대원 | 국혜정 | 2003년 10월 4일 ~ 2006년 4월 22일  |
| 3대  | 현대원 | 지승현 | 2006년 4월 29일 ~ 2006년 10월 14일 |
| 4대  | 현대원 | 백정원 | 2006년 10월 21일 ~ 2007년 11월 3일 |
| 5대  | 현대원 | 지승현 | 2007년 11월 10일 ~ 2008년 2월 23일 |
| 6대  | 현대원 | 이규원 | 2008년 3월 1일 ~ 2008년 6월 28일   |
| 7대  | 정재민 | 이규원 | 2008년 7월 5일 ~ 2013년 4월 6일    |
| 8대  | 정재민 | 정은승 | 2013년 4월 13일 ~ 2013년 8월 31일  |
| 9대  | 이재홍 | 정은승 | 2013년 9월 7일 ~ 2014년 11월 1일   |
| 10대 | 김홍성 | 정은승 | 2014년 11월 8일 ~ 2015년 8월 14일  |
| 11대 | 윤인구 | 정은승 | 2015년 8월 21일 ~ 2015년 9월 25일  |
| 12대 | 윤인구 | 백정원 | 2015년 10월 2일 ~ 2017년 9월 1일   |
| 13대 | 이재후 | 백정원 | 2018년 1월 26일 ~ 2019년 3월 29일  |
| 14대 | 김태규 | 백정원 | 2019년 4월 6일 ~ 2021년 12월 26일  |
| 15대 | 김재홍 | 백정원 | 2022년 1월 2일 ~ 2024년 2월 4일    |
| 16대 | 김재홍 | 가애란 | 2024년 2월 11일 ~ 현재             |

### 시청자의 눈
| 대수 | 진행자 | 진행자 | 진행 기간                           |
| 대수 | 남성   | 여성   | 진행 기간                           |
| ---- | ------ | ------ | ----------------------------------- |
| 1대  | 이규봉 | 최윤경 | 2003년 6월 28일 ~ 2003년 9월 20일   |
| 2대  |        | 김지윤 | 2006년 일자 미상 ~ 일자 미상        |
| 3대  |        | 박지현 | 2006년 일자 미상 ~ 2007년 일자 미상 |
| 4대  |        | 오정연 | 2007년 일자 미상 ~ 2008년 일자 미상 |
| 5대  |        | 박은영 | 2009년 일자 미상                    |
| 6대  |        | 가애란 | 2009년 ~ 2010년                     |
| 7대  |        | 차다혜 | 2011년 ~ 2012년                     |
| 8대  | 김재홍 | -      | 2012년                              |
| 9대  | 최동석 | -      | 2013년                              |
| 10대 | 강승화 | 이슬기 | 2015년 1월 24일 ~ 2015년 4월 18일   |
| 11대 | 조항리 | 이슬기 | 2015년 4월 25일 ~ 2016년 6월 10일   |
| 12대 | 조항리 | 전주리 | 2016년 6월 17일 ~ 2017년 6월 16일   |
| 13기 | 조항리 | 강서은 | 2017년 6월 23일 ~ 2018년 5월 11일   |
| 14대 | 조항리 | 이혜성 | 2018년 5월 25일 ~ 2018년 8월 31일   |
| 15대 | 조항리 | 전주리 | 2018년 9월 7일 ~ 2018년 10월 5일    |
| 16대 | 김종현 | 박소현 | 2018년 10월 12일 ~ 2019년 9월 20일  |
| 17대 | 남현종 | 박소현 | 2019년 9월 27일 ~ 2020년 3월 6일    |
| 18대 | 남현종 | 전주리 | 2020년 3월 13일                     |
| 19대 | 남현종 | 이혜성 | 2020년 3월 27일 ~ 2020년 5월 8일    |
| 20대 | 남현종 | 이선영 | 2020년 5월 22일 ~ 2020년 6월 26일   |
| 21대 | 남현종 | 박소현 | 2020년 7월 3일 ~ 2021년 6월 27일    |
| 22대 | 이재성 | 박소현 | 2021년 7월 4일 ~ 2022년 4월 24일    |
| 23대 | 이광엽 | 이윤정 | 2022년 5월 1일 ~ 현재               |

## 코너
- 시청자의 눈 - KBS 프로그램에 한 주간 시청자의 다양한 의견이 전달되는 기회 마련한다.
- 뉴스 비평 줌인 - 지난 2주간(3주 후에 방송하는 경우도 있음) KBS 뉴스에 대한 다양한 의견이 전달되는 기회 마련한다. 진행자는 한상권 아나운서가 진행한다.
- 두근두근 TV 속으로 - 시청자가 현재 방송 중인 프로그램을 제작하고 있는 현장에 직접 찾아가 소개한다.
- 클로즈업 TV - KBS에서 방송되고 있는 프로그램과 방송가 핫 이슈에 대해 현장 취재와 심층 분석해 본다.
- KBS 프로그램을 말한다 - 대중문화 평론가와 미디어 교육 전문가 등 다양한 분야의 전문가로 구성된 평가원을 통해 방송, 대중문화, 미디어 교육 등 폭넓은 주제의 이야기를 들어본다.

## 편성 변경
프로그램 결방 없이 방송 편성이 변경될 수 있다.
2003년
- 9월 27일 : 오전 10시 ~ 10시 5분에 《태풍 매미 성금기탁자 명단》이 편성되어 이후 11시 5분 ~ 낮 12시 5분에 5분 늦춰 편성이 변경되었다.

2004년
- 3월 27일 : 아침 9시 50분 ~ 12시 45분에 《코오롱 고교구간 마라톤》이 2시간 55분에 중계방송되어 이후 낮 12시 45분 ~ 오후 1시 45분에 편성이 변경되었다.
- 4월 3일 : 오전 10시 KBS 뉴스특보 《9차 이산가족상봉》, 10시 30분 농어촌 네트워크 싱싱 토요일이 연이어 편성되어 이후 11시 30분 ~ 낮 12시 30분에 30분 늦춰 편성이 변경되었다.
- 7월 17일 : 오전 10시 《중계방송 56주년 제헌절 경축식》, 10시 30분 제헌절 특집<헌법재판소>에 연이어 편성되어 이후 11시 20분 ~ 낮 12시 20분까지 방송되어 20분으로 늦춰 편성이 변경되었다.
- 10월 9일 : 오전 10시 《중계방송 제558주년 한글날 기념식》, 10시 30분 농어촌 네트워크 싱싱 토요일 이 연이어 편성되어 이후 11시 30분 ~ 12시 30분까지 방송되어 30분으로 늦춰 편성이 변경되었다.

2005년
- 1월 1일 : 《2005 신년기획 이것이 광복 60년 대한민국》 특집 방송 관계로 오후 12시 10분 ~ 1시 10분까지 방송이 변경되었다.
- 9월 17일 : 2005년 추석특집 방송 관계로 10시 30분 ~ 11시 30분에 방송되어 30분 앞당겨 방송시간이 변경되었다.
- 10월 1일 : 11시 국군의 날 기념식 20분간, 11시 40분의 국군의 날 특집 《자이툰 부태 100일간의 기록》의 40분간 방영되어 낮 12시 30분 ~ 오후 1시 30분에 방송시간이 변경되었다.
- 11월 19일 : 아침 9시 25분 ~ 오전 10시 10분에 《APEC코리아 2차 정상회의》 이후 10분 늦춰 오전 11시 10분 ~ 낮 12시 10분에 편성이 변경되었다.
- 12월 3일 : 오전 10시 ~ 낮 12시 10분에 《중계방송 정당정책 토론회》 가 특집편성되어 이후 낮 12시 15분 ~ 1시 15분에 편성이 변경되었다.

2006년
- 1월 28일 : 2006년 설 특집 방송 관계로 오전 10시 35분 ~ 11시 35분에 25분 앞당겨 방송시간이 변경되었다.
- 3월 25일 : KBS 뉴스특보 이산가족상봉 이후 오전 10시 ~ 낮 12시에 《중계방송 공직선거 정책토론회》 방송 관계로 이후 낮 12시에 KBS 뉴스가 방송되어 낮 12시 10분 ~ 1시 10분에 이후 방송시간이 변경되었다.
- 4월 1일 : 아침 9시 50분 ~ 낮 12시 40분에 KBS 스포츠 《코오롱 고교 구간 마라톤 중계방송》 관계로 이후 낮 12시 40분에 KBS 뉴스가 방송되어 낮 12시 50분 ~ 1시 50분에 이후 방송시간이 변경되었다.
- 4월 15일 : 오전 10시 ~ 낮 12시에 《중계방송 공직선거 정책토론회》 방송 관계로 이후 낮 12시에 KBS 뉴스가 방송되어 낮 12시 10분 ~ 1시 10분에 이후 방송시간이 변경되었다.

2007년
- 2월 17일 : 2007년 설날 관련 방송시간 변경 미확정
- 5월 5일 : 2007년 어린이날 관련 방송시간 변경 미확정

2009년
- 3월 28일 : 아침 9시 30분 ~ 낮 12시까지 코오롱 고교구간 마라톤 대회 중계방송 관계로 12시 10분 ~ 1시 10분에 편성이 변경되었다.
- 7월 17일 : 61회 제헌절 기념 경축식 관계로 오전 10시 ~ 10시 50분 제헌절 경축식, 10시 50 TV동화 행복한 세상, 11시 40 제헌절 특집<생활법률구조대>의 연속 방송 관계로 오후 1시 ~ 2시에 편성이 변경되었다.
- 10월 1일 : 2009년 국군의 날 특집 관계로 10시 55분 TV동화 행복한 세상의 방송으로 5분 늦춰 오전 11시 ~ 낮 12시까지 편성이 변경되었다.
- 10월 8일 : 2009년 한글날 특집 관계의 방송으로 5분 앞당겨 오전 10시 50분 ~ 11시 50분까지 편성이 변경되었다.
- 11월 13일 : 오전 10시 ~ 오전 11시에 정당정책 토론회(HD)(수화)의 특집 중계방송 관계로 오후 1시 ~ 2시까지 편성이 변경되었다.

2010년
- 3월 27일 : '2010년 마라톤 대회' 중계관계로 오후 12시 10분 ~ 1시 10분까지 방송이 변경되었다.
- 4월 24일 : 오전 11시 방송 예정이던 '천안함 사고 관련 특집' 방송으로 오후 2시 ~ 3시에 방송이 변경되었다.
- 7월 17일 : 오전 10시 (HD)제헌절 경축식, 10시 30분 제헌절 특집<TV생활법전>, 11시 40분 세계는 지금(재) / 11시 50분 KBS 뉴스 (HD) 가 연이어 방송되어 이후 낮 12시 ~ 오후 1시에 방송이 변경되었다.
- 10월 9일 : 한글날 특집 방송으로 낮 12시 ~ 1시에 방송이 변경되었다.
- 11월 20일 : 2010 광저우 아시안게임 <여자탁구 단식 준결승 한국:중국> 중계방송 관계로 낮 12시 ~ 오후 1시에 방송이 변경되었다.
- 11월 27일 : (HD)오전 10시 연평도전투 전사자 합동영결식, 오전 10시 55 (HD)긴급진단<한반도 끝없는 북한도발>, 11시 40분 세계는 지금(재) / 11시 50분 KBS 뉴스 (HD) 가 연이어 방송되어 편성변경으로 낮 12시 ~ 오후 1시에 방송이 변경되었다.

2011년
- 1월 1일 : 2011년 신년특집으로 낮 12시 10분부터 1시 20분까지 1시간 10분 간 방송시간이 변경되었다.
- 3월 26일 : KBS 뉴스특보 일본 대지진 참사 긴급속보 관계로 낮 12시 ~ 오후 1시에 방송이 변경되었다.
- 6월 25일 : 편성변경으로 오후 2시 ~ 3시에 방송이 변경되었다.
- 8월 27일 : 대구세계육상선수권대회 중계방송 관계로 오후 2시 ~ 3시에 방송이 변경되었다.
- 10월 1일 : 국군의 날 기념식 중계방송 관계로 오후 2시 ~ 3시에 방송이 변경되었다.
- 12월 31일 : 송년특집('특집' 미표기)의 송년기획으로 2011 KBS 국악대상 방송 관계로 오후 2시 ~ 3시에 방송이 변경되었다.

2012년
- 9월 29일 : 추석특집 방송 관계로 낮 12시 10분 ~ 오후 1시 10분에 방송이 변경되었다.
- 12월 29일 : KBS 국악대상 방송 관계로 오후 2시 ~ 3시에 방송이 변경되었다.

2013년
- 10월 5일 : '1000회 특집 국악 한마당' 방송 관계로 오후 1시 50분 ~ 2시 50분에 편성이 변경되었다.
- 10월 26일 : 'KBS 국민건강 프로젝트 걷기의 기적'방송 관계로 오후 1시 30분 ~ 2시 30분에 편성이 변경되었다.
- 12월 21일 : 낮 1시 10분 ~ 2시 10분에 방송이 변경되었다.
- 12월 28일 : 송년특집의 송년기획 <TV비평 시청자 데스크> 편성('특집' 미표기)의 방송 관계로 오후 2시 ~ 3시에 방송시간이 변경되었다.

2014년
- 4월 19일 : 세월호 참사 특보 관계로 다음 날 4월 20일 밤 1시 5분에 방송예정이었으나 565회는 방송예정은 이후 KBS 뉴스특보 방송 관계로 2시 ~ 3시에 방송이 변경되었다.
- 8월 16일 : '교황방한 특별생방송'방송 관계로 1시 10분 ~ 2시 10분에 방송이 변경되었다.
- 9월 27일 : 2014 인천아시안게임'여기는 인천 여자배구 8강' 중계방송 관계로 2시 20분 ~ 3시 10분에 방송이 변경되었다.
- 10월 4일 : KBS 뉴스특보 방송 관계로 오후 1시 20분 ~ 2시 20분에 방송시간이 변경되었다.

2015년
- 2월 21일 : 설날특집의 설기획 국악한마당 방송 관계로 오후 1시 10분 ~ 2시 10분에 변경되었다.
- 8월 14일 : 광복 70년 기획(광복 70년 특집) <TV비평 시청자 데스크>는 광복 70년 특집다큐 위대한 유산을 찾아서’ 방송 관계로 오후 1시 10분 ~ 2시 10분에 변경되었다.
- 10월 9일 : 한글날 특집 '안녕 우리말 한마당'으로 방송 관계로 낮 12시 25분 ~ 오후 1시 25분에 변경되었다.
- 12월 11일 : 희망창조 코리아 웃어라 대한민국 소상공인 방송 관계로 오후 2시 ~ 3시에 편성변경되었다.

2016년
- 1월 1일 : 송년특집으로 2015 KBS 영상실록, KBS 트로트 대축제 재방송 관계로 2015년 12월 31일 오후 1시 ~ 2시에 방송시간이 변경되었다.
- 2월 19일 : 국회 대정부 질문 녹화 중계 방송 관계로 오후 2시 20분 ~ 3시 20분에 방송되었다.
- 9월 9일 : 북한 핵실험뉴스속보관계로 결방되었고, 대신 다음 날 2016년 9월 10일 오후 1시 ~ 2시에 방송시간이 변경되었다.
- 9월 16일 : 추석 특집 프로그램 퀴즈 온 코리아 방송 관계로 2016년 9월 13일 오후 2시 ~ 3시에 방송시간이 변경되었다.
- 12월 9일 : KBS 뉴스특보 관계로 전날인 목요일 오후 2시 ~ 3시에 방송되었다.

2017년
- 1월 27일 : 설 특집 편성 관계로 1월 26일 목요일 오후 1시 ~ 2시로 변경되었다.
- 2월 17일 : 렛츠고 평창 웃어라 대한민국 방송 관계로 20분 늦은 오후 1시 20분 ~ 2시 20분으로 변경되었다.
- 3월 10일 : KBS 뉴스특보 《박근혜 대통령 탄핵 인용관계》 로, 하루를 앞당겨 3월 9일 목요일 오후 1시 55분 ~ 2시 55분으로 변경되었다.
- 5월 5일 : 724회 방송분은 어린이날 특집조정 편성으로, 하루를 앞 당겨 5월 4일 목요일 오후 1시 55분 ~ 2시 55분으로 변경되었다.
- 6월 2일 : 728회 방송분은 '2017 단오장사 씨름대회' 방송으로 인해 낮 1시 ~ 2시에 방송시간이 변경되었다.
- 6월 16일 : 730회 방송분은 '중계방송 2017 아시아인프라투자은행 연차 총회' 방송으로 인해 오후 2시 25분에 방송되어 오후 1시 55분 ~ 2시 55분으로 변경되었다.
- 8월 25일 : 741회 방송분은 오후 1시 20분 방송예정이었으나 KBS 뉴스특보 <이재용 부회장 1심 선고> 로 인하여, 25일 금요일 오후 12시 50분 ~ 1시 50분에 KBS 뉴스 12의 10분 축소로 30분 앞당겨 방송시간이 변경되었다.
- 10월 6일 : 764회 방송분은 2017년 추석특집 방송관계로 오후 2시 10분부터 3시 10분까지 방송시간이 변경되었다.
- 10월 13일 : 746회 방송분은 <제22회 부산국제영화제>의 방송시간 3시부터 4시까지 방송되어 특집 방송 편성 관계로 10월 13일 금요일 오후 1시부터 2시까지 1시간 동안 방송되어 20분을 앞당겨 방송시간이 변경되었다.
- 11월 17일 : 752회 방송분은 <2017 목포가요제>의 방송시간 3시부터 3시 55분까지 방송되어 특집 방송 편성 관계로 10월 13일 금요일 오후 1시의 팔도밥상 스페셜 방송 관계로 1시 30분부터 2시 30분까지 1시간 동안 방송되어 10분을 뒤늦게 방송시간이 변경되었다.
- 12월 22일 : 757회 방송분은 《평창동계올림픽 G-50 축하콘서트》의 방송시간 2시 30분부터 4시까지 방송되어 특집 방송 편성 관계로 12월 22일 금요일 오후 2시부터 2시 30분의 《열린채널》 방송 관계로 1시부터 2시까지 1시간 동안 방송되어 방송시간이 30분 앞당겨 변경되었다.

2018년
- 2월 9일 : 764회 방송분은 KBS 뉴스특보 《김여정 등 北 대표단 도착》가 1시 45분부터 방송되어 2시 30분부터 3시 30분까지 방송시간이 변경되었다.
- 2월 16일 : 설특집 편성 관계 및 평창올림픽 라이브 중계방송 관계로 2월 14일 수요일 낮 12시 35분부터 1시 35분까지 방송시간이 변경되었다.
- 3월 9일 : 평창 패럴림픽의 중계방송 관계로 768회는 오후 12시 30분부터 1시 30분까지 방송시간이 변경되었다.
- 4월 27일 : 775회 방송분은 KBS 뉴스특보 《제3차 남북정상회담》 관계로 4월 26일 목요일 오후 3시부터 4시까지 방송시간이 변경되었다.
- 8월 24일 : 792회 방송분은 KBS 뉴스특보 관계로 오후 2시 30분 ~ 3시 30분까지 방송시간이 변경되었다. ※ 참고로 내일 방송될 <KBS 뉴스특보>로 인해 방송 일정이 다시 변경될 수 있다. ※
- 8월 31일 : 793회 방송분은 <2018 아시안게임> 중계방송 관계로 오후 2시 ~ 3시까지 방송시간이 변경되었다.
- 11월 2일 : KBS 뉴스 12의 10분 축소로 금요일 오후 12시 50분 ~ 1시 50분에 방송시간이 변경되었다.

2019년
- 3월 1일 : 삼일절 특집 《3.1운동 100주년 특집 그날과 오늘 100년의 함성》편성 관계로 오후 3시 ~ 4시에 방송되었다.
- 4월 5일 : 산불 관련 뉴스속보 KBS 뉴스특보 《강원 산불 진화 총력》 관계로, 대신 다음 날 4월 6일 오후 2시 ~ 3시에 방송시간이 변경되었다.
- 7월 5일 : KBS 뉴스 12의 10분 축소로 금요일 오후 12시 50분 ~ 1시 50분에 방송시간이 변경되었으나. 이후 KBS 뉴스특보《수도권·강원 영서 폭염경보》 방송되기 전에 편성되었다.
- 9월 6일 : 태풍 관련 뉴스특보의 KBS 뉴스특보 《태풍 ‘링링’ 북상》 중의 의한 갑자기 뉴스가 계속되고 뉴스속보가 끝나는 대로 30간 늦춰 오후 1시 30분 ~ 2시 30분에 방송시간이 변경되었다.
- 9월 13일 : 추석 특집 편성 관계로 금요일 오후 1시 40분 ~ 2시 40분에 방송시간이 변경되었다.
- 9월 20일 : KBS 뉴스 12의 5분 축소로 금요일 오후 12시 55분 ~ 1시 55분에 방송되었으나 KBS 뉴스특보 《아프리카돼지열병》방송되기 전에 편성으로 변경되었다.
- 9월 27일 : 금요일 오후 1시 ~ 2시에 방송되었으나 이 중에서 1시 30분 편성된 KBS 뉴스특보 《검찰개혁 관련 청와대 발표[수화]》 5분 내보내 1시 35분에 5분 늦춰져 연기로 방송을 재개했다.

2020년
- 1월 24일 : 2020년 설날 관련 이웃집 찰스 (재방송)의 방송 관계로 낮 1시 10분에 10분 늦춰 낮 1시 20분 ~ 오후 2시 20분까지 방송시간이 변경되었다.
- 8월 28일 : 낮 1시 공감 스페셜 (재), 1시 25분 UHD 숨 터, 낮 1시 30분 ~ 14:30 코로나19 통합뉴스룸(뉴스특보)《신규 확진 371명…누적 19,077명》의 연이어 방송 관계로 2시간 앞당겨 오전 11시 ~ 낮 12시까지 방송시간이 변경되었다.
- 10월 23일 : 낮 1시 ~ 낮 1시 50분에 더 나은 삶 안전한 대한민국 특선 다큐멘터리 위험한 지구 <제3편 바람>, 이후 낮 1시 55분 ~ 오후 2시 더 나은 삶 안전한 대한민국 지구를 지키는 20가지 제안 재방송, 오후 2시 ~ 오후 2시 20분 KBS 뉴스 2(수화)가 방송되어 오후 2시 20분 ~ 오후 3시 20분에 방송시간이 변경되었다.

2021년
- 2월 14일 : 아침 9시 5분 ~ 오전 10시 10분 설 특집 <TV 라떼는> 재방송 편성 관계로 전날 2월 13일 토요일 오후 2시 30분부터 3시 30분까지 방송시간이 변경되었다.
- 6월 6일 : 현충일 특집 방송 관계로 아침 8시 50분 ~ 오전 9시 50분으로 방송 시간이 변경되었다.
- 7월 25일 : 2020 도쿄올림픽 중계방송 관계로 아침 8시 10분 ~ 오전 9시 10분으로 방송 시간이 변경되었다.
- 8월 1일 : 2020 도쿄올림픽 중계방송 관계로 아침 7시 ~ 8시로 방송 시간이 변경되었다.
- 8월 15일 : 광복절 특집 방송 관계로 오전 9시 ~ 10시로 방송 시간이 변경되었다.
- 9월 19일 : 추석특집 방송 관계로 아침 7시 ~ 8시로 방송 시간이 변경되었다.
- 10월 3일 : 개천절 특집 방송 관계로 오전 9시 ~ 10시로 방송 시간이 변경되었다.

2022년
- 1월 30일 : 설 특집 방송 관계로 아침 8시 15분 ~ 아침 9시 15분로 방송시간이 변경되었다.
- 4월 3일 : 대구국제마라톤 중계 방송 관계로 아침 7시~8시에 방송되었다.
- 5월 8일 : 어버이날 특집 및 부처님 오신 날 봉축법요식 중계방송 관계로 아침 7시~8시에 방송되었다.
- 7월 17일 : 74회 제헌절 경축식 중계방송 관계로 3시간 앞당겨 아침 7시 ~ 8시로 방송 시간이 변경되었다.
- 9월 11일 : 추석 특집 종로 사진관 방송 관계로 3시간 앞당겨 아침 7시 ~ 8시로 방송 시간이 변경되었다.
- 10월 9일 : 576회 한글날 경축식 중계방송 관계로 3시간 앞당겨 아침 7시 ~ 8시로 방송 시간이 변경되었다.
- 10월 30일 : 이태원 참사 속보로 인하여 늦은 시간 월요일 0시 ~ 1시로 방송 시간이 변경되었다.

2023년
- 1월 1일 : 신년 특집으로 관계로 인하여 아침 6시로 편성 변경
- 1월 22일 : 설 특집 방송 관계로 3시간 앞당겨 아침 7시 ~ 8시로 방송 시간이 변경되었다.
- 4월 2일 : 대구국제마라톤 중계 방송 관계로 아침 7시~8시에 방송되었다.
- 9월 24일 : 항저우 아시안게임 중계 방송 관계로 아침 8시로 방송 편성변경.

2024년
- 2월 11일 : 설 특집 다큐 장녀들 방송 관계로 3시간 앞당겨 아침 8시로 방송 시간이 변경되었다.
- 11월 3일 : 95회 학생독립운동 기념식 중계방송 관계로 2시간 앞당겨 오전 9시로 방송 시간이 변경되었다.
- 11월 17일 : 85회 순국선열의 날 기념식 중계방송 관계로 2시간 앞당겨 오전 9시로 방송 시간이 변경되었다.
- 12월 15일 : 뉴스특보 관계로 5시간 앞당겨 새벽 6시로 방송 시간이 변경되었다.
- 12월 29일 : 뉴스특보 무한공항 여객기 사고 관계로 심야 시간대인 밤 1시로 방송 시간이 변경되었다.

2025년
- 1월 5일 : 오전 10시 10분 ~ 오전 11시 10분 생로병사의 비밀 재방송 편성 관계로 전날 1월 4일 토요일 오후 4시부터 5시까지 방송시간이 변경되었다.
- 2월 23일 : 대구국제마라톤 중계 방송 관계로 4시간 앞당겨 아침 6시로 방송 시간이 변경되었다.
- 5월 18일 : 45주년 5.18 민주화운동 기념식 중계방송 관계로 1시간 앞당겨 오전 9시로 방송 시간이 변경되었다.
- 7월 27일 : 6.25 전쟁 유엔군 참전의 날 기념식 중계방송 관계로 1시간 앞당겨 오전 9시로 방송 시간이 변경되었다.

## 타이틀 변천사
| 기수 | 프로그램 타이틀        | 방송 기간                          |
| ---- | ---------------------- | ---------------------------------- |
| 1기  | 시청자 의견을 듣습니다 | 1993년 10월 24일 ~ 2000년 4월 30일 |
| 2기  | TV는 내 친구           | 2000년 5월 6일 ~ 2003년 6월 21일   |
| 3기  | TV비평 시청자데스크    | 2003년 6월 28일 ~ 현재             |

## 경쟁 프로그램
- 탐나는 TV (MBC TV)
- 열린TV 시청자세상 (SBS TV)
- 열린비평 TV를 말하다 (TV조선)
- 시청자의회 (JTBC)
- 채널A시청자마당 (채널A)
- 열린TV 열린세상 (MBN)